# Frankofónia
Frankofónia a frankofón országok és kormányok nemzetközi szervezete, valamint francia nyelven a franciául beszélő emberek közösségére is utal a kifejezés. A szervezet hivatalos neve Frankofónia Nemzetközi Szervezete (OIF) (Organisation internationale de la Francophonie), melynek 55 tagállama és kormánya van, valamint 13 jelölt országa. A csatlakozás feltétele nem annak függvénye, hogy az adott országban milyen mértékben használják a francia nyelvet, hanem hogy mennyire van jelen a francia kultúra és a francia nyelv az ország öntudatában, amely legtöbbször abból fakad, hogy az ország történelme egy időre összeforrott Franciaország történelmével. A tagállamok kisebbik hányadában első számú nyelv a francia, nem számolva Franciaországot és tengerentúli tartományait. Néhány országban francia a hétköznapi nyelv, míg más tagállamokban kevés ember használja azt.
A frankofónia (kisbetűvel) elnevezés a francia földrajztudós Onésime Reclus-től származik, aki először 1880-ban utalt az emberek és országok egy olyan csoportjára, melyek a francia nyelvet használják. A Frankofónia (nagybetűvel) elnevezést viszont Léopold Sédar Senghor használta először, a Négritude irodalmi és politikai mozgalom alapítója, az Esprit magazin egyik számában 1962-ben. Senghor szavának értelme humanista elképzeléssel bírt.
A modern értelemben vett Frankofóniát 1970-ben alapították. Mottója „egyenlőség, komplementaritás, szolidaritás” (égalité, complémentarité, solidarité),  Franciaország szabadság, egyenlőség, testvériség mottójára utal.

## Szerveződése
Frankofónia Nemzetközi Szervezetének megfigyelő státusza van az ENSZ közgyűlésben.
- 1970. március 20.: Kulturális és Technikai Együttműködés Ügynöksége (Agence de coopération culturelle et technique)
- 1995. december 4.: Frankofónia Kormányközi Ügynöksége (Agence intergouvernementale de la Francophonie)
- 1998. december: Frankofónia Nemzetközi Szervezete (OIF) (Organisation internationale de la Francophonie)

### Főtitkárai
- Boutros Boutros-Ghali (Egyiptom): 1997. november 16. – 2002. december 31.
- Abdou Diouf (Szenegál):  2003. január 1. – 2014. december 31.
- Michaëlle Jean (Haiti): 2015. január 5. – 2019. január 2.
- Louise Mushikiwabo (Ruanda): 2019. január 3. –

### Csúcstalálkozók
Frankofónia csúcstalálkozóit két évente tartják, amikor a tagállamok vezetői találkozhatnak és megvitathatják a szervezet közös céljait és elképzeléseit.
Csúcstalálkozók:
- Párizs, Franciaország (1986)
- Québec, Kanada (1987)
- Dakar, Szenegál (1989)
- Párizs, Franciaország (1991)
- Mauritánia (1993)
- Cotonou, Benin (1995)
- Hanoi, Vietnám (1997)
- Moncton, Kanada (1999)
- Bejrút, Libanon (2002)
- Ouagadougou, Burkina Faso (2004)
- Bukarest, Románia (2006)
- Québec, Kanada (2008)  (Québec város alapításának 400. évfordulójának alkalmából.)
- Montreux, Svájc (2010)
- Kinshasa, Kongói Demokratikus Köztársaság (2012)
- Dakar, Szenegál (2014)
- Antananarivo, Madagaszkár (2016)
- Jereván, Örményország (2018)

### Állandó Tanácsa
A Frankofónia Állandó Tanácsát (Conseil permanent de la francophonie) a tagállamok nagykövetei alkotják, és, ahogy a miniszterek konferenciájának, fő feladata, hogy előkészítse a következő csúcstalálkozókat és napi szinten felügyelje a tervek kivitelezését.

### Kormányközi Ügynöksége
Frankofónia Kormányközi Ügynöksége (L’Agence intergouvernementale de la francophonie [AIF]) a csúcstalálkozók alkalmával elhangzott együttműködési programok kulturális, tudományos, technikai, gazdasági és jogi lebonyolítója. Az ügynökség központja Párizsban van, ezen kívül van három regionális ága Libreville-ben (Gabon); Loméban (Togo) és Hanoiban (Vietnám).

## Zászlaja

Frankofónia zászlaja.

A 47 tagországot átfogó Frankofónia Nemzetközi Szervezete (OIF) intézményes keretet ad a franciául beszélő népek érdekeit képviselő hivatalos és magánszervezeteknek illetve szövetségeknek.
Az embléma az összetartozás eszméjét fejezi ki, illetve a frankofónia globális jellegére utal. A gyűrű öt alkotóeleme az öt kontinenst képviseli, ahol a közösség tagjai megtalálhatók (Észak-Amerika, Európa, Afrika, Ázsia, Óceánia).

## Küldetése
Frankofónia kartája  (Charte de la Francophonie) meghatározza a szervezet szerepét és küldetését.  A jelenlegi kartát  Antananarivóban fogadták el 2005. november 23-án. Ouagadougou-ban (Burkina Faso) 2004. november 26-27-én fogadták el a 2004-2014 terjedő időszakra eső terveket.

## A francia nyelv kulturális és nyelvi sokszínűsége
A szervezet elsődleges küldetése a francia nyelv támogatása nemzetközi nyelvként valamint a gazdasági globalizáció területén annak kulturális és nyelvi előmozdítása.

### Béke, demokrácia és emberi jogok
A Nemzetközösség szervezeteihez hasonlóan Frankofónia is támogatja a demokrácia és az emberi jogok védelmét. A 2000. november 3-ai Bamakoi nyilatkozatot követően Frankofónia anyagilag is megalapozta ezen irányú szándékát.
Az elmúlt években néhány közreműködő kormány, elsősorban a kanadai Québec kormánya, szorgalmazta egy karta elfogadását, annak érdekében, hogy a tagállamokat kényszeríthesse az emberi jogok és a demokrácia védelmére. Eleddig két esetben történt vita ezzel kapcsolatban, ám soha nem tudtak bizonyítani végül semmit.

## Tagok
A tagállamok hivatalos listája elérhető a következő címen: Francophonie website.

### Tagállamok
Tagság felfüggesztve
|     | Ország                          | Státusz            | Csatlakozás éve                               | Nyelv                               | Megjegyzések |
| --- | ------------------------------- | ------------------ | --------------------------------------------- | ----------------------------------- | --- |
| 1.  | Albánia                         | Tag                | 1999                                          | Albán hivatalos nyelv               | hozzávetőleg a fiatal albánok 30 százaléka az első idegen nyelvükként választják a franciát                                                                                       |
| 2.  | Andorra                         | Tag                | 2004                                          | Katalán hivatalos nyelv             | Franciaország elnöke Andorra hercege is egyben. |
| 3.  | Belgium                         | Tag                | 1970                                          | hivatalosan háromnyelvű, francia is | A lakosság 37%-ának francia az anyanyelve. Belgium francia közössége külön tagnak számít.                                                                                         |
| 3.  | Vallónia                        | Tag                | 1980                                          | Francia hivatalos nyelv             | Belgium régiójának közössége. |
| 4.  | Benin                           | Tag                | 1970                                          | Francia hivatalos nyelv             | volt francia gyarmat |
| 5.  | Bissau-Guinea                   | Tag                | 1979                                          | Portugál \| hivatalos nyelv         | volt portugál gyarmat |
| 6.  | Bulgária                        | Tag                | 1993                                          | Bolgár hivatalos nyelv              | 9% beszél franciául |
| 7.  | Burkina Faso                    | Tag                | 1970                                          | Francia hivatalos nyelv             | volt francia gyarmat |
| 8.  | Burundi                         | Tag                | 1970                                          | Francia hivatalos nyelv             | volt belga gyarmat |
| 9.  | Ciprus                          | Tag                | 2024 (2006-2024 között részt vevő állam volt) | Görög és Török hivatalos nyelvek    | A lakosság 12%-a ért franciául, történelmi kapcsolódása van a francia nyelvhez a középkorból).                                                                                    |
| 10. | Csád                            | Tag                | 1970                                          | Francia hivatalos nyelv             | volt francia gyarmat |
| 11. | Comore-szigetek                 | Tag                | 1977                                          | Hivatalosan háromnyelvű, francia is | volt francia gyarmat |
| 12. | Dominikai Közösség              | Tag                | 1979                                          | Angol hivatalos nyelv               | volt francia gyarmat, később brit gyarmat, az Antilláki Kréol nyelvet a lakosság 90%-a beszéli.                                                                                   |
| 13. | Dzsibuti                        | Tag                | 1977                                          | Hivatalosan kétnyelvű, francia is   | volt francia gyarmat |
| 14. | Egyiptom                        | Tag                | 1983                                          | Arab hivatalos nyelv                | Történelmi frankofón elit. |
| 15. | Egyenlítői-Guinea               | Tag                | 1989                                          | Hivatalosan háromnyelvű, Francia is | volt spanyol gyarmat |
| 16. | Elefántcsontpart                | Tag                | 1970                                          | Francia hivatalos nyelv             | volt francia gyarmat |
| 17. | Franciaország                   | Tag                | 1970                                          | Francia hivatalos nyelv             | |
| 18. | Gabon                           | Tag                | 1970                                          | Francia hivatalos nyelv             | volt francia gyarmat |
| 19. | Ghána                           | Tag                | 2024 (2006-2024 között részt vevő állam volt) | Angol hivatalos nyelv               | Franciául beszélő államok veszik körül. |
| 20. | Görögország                     | Tag                | 2004                                          | Görög hivatalos nyelv               | A lakosság 8%-a érti és használja a franciát. |
| 21. | Guinea                          | Tag                | 1981                                          | Francia hivatalos nyelv             | volt francia gyarmat |
| 22. | Haiti                           | Tag                | 1970                                          | Hivatalosan kétnyelvű, francia is   | volt francia gyarmat |
| 23. | Kambodzsa                       | Tag                | 1993                                          | Khmer hivatalos nyelv               | volt francia gyarmat |
| 24. | Kamerun                         | Tag                | 1991                                          | Hivatalosan kétnyelvű, francia is   | több, mint 90%-a francia gyarmat volt |
| 25. | Kanada                          | Tag                | 1970                                          | Hivatalosan kétnyelvű, francia is   | Québec és New Brunswick tartományok közreműködő tagok; Québec, Ontario és a Tengeri tartományok (Maritimes).                                                                      |
| 26. | Új-Brunswick                    | Részt vevő kormány | 1977                                          | Hivatalosan kétnyelvű, francia is   | Kanada tartománya; volt francia gyarmat (Acadia, Új-Franciaország). |
| 27. | Quebec                          | Részt vevő kormány | 1971                                          | Francia hivatalos nyelv             | Kanada tartománya; volt francia gyarmat. |
| 28. | Kongói Demokratikus Köztársaság | Tag                | 1977                                          | Francia hivatalos nyelv             | volt belga gyarmat |
| 29. | Kongói Köztársaság              | Tag                | 1981                                          | Francia hivatalos nyelv             | volt francia gyarmat |
| 30. | Közép-afrikai Köztársaság       | Tag                | 1973                                          | Hivatalosan kétnyelvű, francia is   | volt francia gyarmat. Tagságát 2012 márciusában felfüggesztették. |
| 31. | Laosz                           | Tag                | 1991                                          | Lao hivatalos nyelv                 | volt francia gyarmat |
| 32. | Libanon                         | Tag                | 1973                                          | Arab, Francia hivatalos nyelvek     | 1920-1943 között francia mandátum alatt volt, a franciát egyetemeken és iskolákban használják és a lakosság nagy része érti.                                                      |
| 33. | Luxemburg                       | Tag                | 1970                                          | Hivatalosan háromnyelvű, francia is | |
| 34. | Észak-Macedónia                 | Tag                | 2001                                          | Macedón hivatalos nyelv             | |
| 35. | Madagaszkár                     | Tag                | 1970-1977 1989                                | Hivatalosan háromnyelvű, francia is | volt francia gyarmat |
| 36. | Mali                            | Tag                | 1970                                          | Francia hivatalos nyelv             | volt francia gyarmat |
| 37. | Mauritánia                      | Tag                | 1980                                          | Arab hivatalos nyelv                | volt francia gyarmat, francia az adminisztráció nyelve |
| 38. | Mauritius                       | Tag                | 1970                                          | Angol hivatalos nyelv               | volt francia gyarmat, később brit gyarmat, a franciát általánosan használják |
| 39. | Moldova                         | Tag                | 1996                                          | Román hivatalos nyelv               | |
| 40. | Monaco                          | Tag                | 1970                                          | Francia hivatalos nyelv             | volt francia protektorátus |
| 41. | Marokkó                         | Tag                | 1981                                          | Arab hivatalos nyelv                | volt francia protektorátus, a franciát általánosan használják |
| 42. | Niger                           | Tag                | 1970                                          | Francia hivatalos nyelv             | volt francia gyarmat |
| 43. | Örményország                    | Tag                | 2012 (2004-2012 között részt vevő állam volt) | Örmény hivatalos nyelv              | Az örmény kultúra szorosan kapcsolódik a franciához a középkori Szilíciai királyság Franco-Örmény dinasztiáján keresztül. Az örmény diaszpóra jelentős része Franciaországban él. |
| 44. | Románia                         | Tag                | 1993                                          | Román hivatalos nyelv               | A lakosság 24%-a érti és beszéli a franciát. |
| 45. | Ruanda                          | Tag                | 1970                                          | Hivatalosan háromnyelvű, francia is | volt belga gyarmat. |
| 46. | Saint Lucia                     | Tag                | 1981                                          | Angol hivatalos nyelv               | volt francia és brit gyarmat. az Antilláki Kréol nyelvet a lakosság 90%-a beszéli.                                                                                                |
| 47. | São Tomé és Príncipe            | Tag                | 1999                                          | Portugál hivatalos nyelv            | volt portugál gyarmat. |
| 48. | Seychelle-szigetek              | Tag                | 1976                                          | Hivatalosan háromnyelvű, francia is | volt francia gyarmat, később brit gyarmat, a franciát általánosan használják. |
| 49. | Svájc                           | Tag                | 1996                                          | Hivatalosan háromnyelvű, francia is | A svájciak 20%-a francia anyanyelvű. |
| 50. | Szenegál                        | Tag                | 1970                                          | Francia hivatalos nyelv             | volt francia gyarmat |
| 51. | Togo                            | Tag                | 1970                                          | Francia hivatalos nyelv             | volt francia gyarmat |
| 52. | Tunézia                         | Tag                | 1970                                          | Arab hivatalos nyelv                | volt francia gyarmat, a franciát általánosan használják |
| 53. | Vanuatu                         | Tag                | 1979                                          | Hivatalosan háromnyelvű             | volt francia gyarmat és angol gyarmat. |
| 54. | Vietnám                         | Tag                | 1970                                          | Vietnámi hivatalos nyelv            | volt francia gyarmat |
| 55. | Zöld-foki Köztársaság           | Tag                | 1996                                          | Portugál hivatalos nyelv            | volt portugál gyarmat. |

### Részt vevő államok
|    | Ország                  | Csatlakozás éve | Nyelv                                                 | Megjegyzések |
| -- | ----------------------- | --------------- | ----------------------------------------------------- | --- |
| 1. | Egyesült Arab Emírségek | 2010            | Arab hivatalos nyelv                                  | Egyes iskolákban a francia az első vagy második idegen nyelv.                                                                                          |
| 2. | Katar                   | 2012            | Arab hivatalos nyelv                                  | A francia a tanult nyelvek közül a második helyen áll az országban.                                                                                    |
| 3. | Koszovó                 | 2014            | albán hivatalos nyelv                                 | Egyes iskolákban a francia az első vagy második idegen nyelv.                                                                                          |
| 4. | Szerbia                 | 2006            | Szerb hivatalos nyelv                                 | Az iskolák egyharmadában tanítják a franciát. |
| 5. | Új-Kaledónia            | 2016            | Francia és helyi új-kaledón nyelvek hivatalos nyelvek | Jelenleg még Franciaország speciális státuszú, autonóm tengerentúli területe, mely lassú folyamat során válik le az anyaországról és válik függetlenné |

### Megfigyelő államok
|     | Ország                | Csatlakozás éve | Nyelv                                                  | Megjegyzések |
| --- | --------------------- | --------------- | ------------------------------------------------------ | --- |
| 1.  | Angola                | 2024            | Portugál hivatalos nyelv                               | volt portugál gyarmat |
| 2.  | Argentína             | 2016            | Spanyol hivatalos nyelv                                | |
| 3.  | Ausztria              | 2004            | Német hivatalos nyelv                                  | A lakosság 10%-a ért franciául. |
| 4.  | Bosznia-Hercegovina   | 2010            | Bosnyák, Horvát és Szerb a hivatalos nyelv             | |
| 5.  | Chile                 | 2024            | Spanyol hivatalos nyelv                                | |
| 6.  | Costa Rica            | 2014            | Spanyol hivatalos nyelv                                | |
| 7.  | Csehország            | 1999            | Cseh hivatalos nyelv                                   | A lakosság 2%-a ért franciául. |
| 8.  | Dél-Korea             | 2016            | Koreai hivatalos nyelv                                 | |
| 9.  | Dominikai Köztársaság | 2010            | Spanyol hivatalos nyelv                                | A francia nyelvű Haiti szomszédos országa. 1795 és 1808 között francia gyarmat. |
| 10. | Észtország            | 2010            | Észt hivatalos nyelv                                   | |
| 11. | Francia Polinézia     | 2024            | Francia hivatalos nyelv                                | Francia tengerentúli terület |
| 12. | Gambia                | 2018            | Angol hivatalos nyelv                                  | Az országot teljes mértékben francia nyelvű Szenegál veszi körül. |
| 13. | Grúzia                | 2004            | Grúz hivatalos nyelv                                   | |
| 14. | Horvátország          | 2004            | Horvát hivatalos nyelv                                 | A lakosság 4%-a ért franciául. |
| 15. | Írország              | 2018            | Ír és Angol hivatalos nyelv                            | |
| 16. | Lengyelország         | 1996            | Lengyel hivatalos nyelv                                | A lakosság 3%-a ért franciául. |
| 17. | Lettország            | 2008            | Lett hivatalos nyelv                                   | |
| 18. | Litvánia              | 1999            | Litván hivatalos nyelv                                 | A lakosság 1%-a ért franciául. |
| 19. | Louisiana             | 2018            | Angol hivatalos nyelv. A francia nyelv is használható. | Egykori francia gyarmat. Az Amerikai Egyesült Államokban itt él a legtöbb francia nyelvű lakos. |
| 20. | Magyarország          | 2004            | Magyar hivatalos nyelv                                 | Az iskolák egyharmadában francia az idegen nyelv. |
| 21. | Málta                 | 2018            | Máltai és Angol hivatalos nyelv.                       | |
| 22. | Mexikó                | 2014            | Spanyol hivatalos nyelv                                | A második mexikói császárság ideje alatt, III. Napóleon francia császár által támogatott bábállam. Jelentős számú francia bevándorló, egyes iskolákban a francia az első vagy második idegen nyelv.               |
| 23. | Montenegró            | 2010            | Montenegrói hivatalos nyelv                            | |
| 24. | Mozambik              | 2006            | Portugál hivatalos nyelv                               | volt portugál gyarmat |
| 25. | Ontario               | 2016            | Angol hivatalos nyelv                                  | Kanada egyik tartománya. Jóllehet nem kétnyelvű kanadai tartomány (a francia nem hivatalos nyelv), de egy jelentős francia nyelvű kisebbség él a tartományban, mely széleskörűen használhatja anyanyelvét         |
| 26. | Saar-vidék            | 2024            | Német hivatalos nyelv                                  | |
| 27. | Szlovákia             | 2002            | Szlovák hivatalos nyelv                                | A lakosság 2%-a ért franciául. |
| 28. | Szlovénia             | 1999            | Szlovén hivatalos nyelv                                | A lakosság 4%-a ért franciául. |
| 29. | Thaiföld              | 2008            | Thai hivatalos nyelv                                   | Thaiföld határos kettő volt francia gyarmattal (Laosz és Kambodzsa), ahol ma is a francia a hivatalos nyelv. Egyes thai iskolákban a francia az egyik idegen nyelv. Tagságát 2014. június 27-én felfüggesztették. |
| 30. | Ukrajna               | 2006            | Ukrán hivatalos nyelv                                  | |
| 31. | Uruguay               | 2012            | spanyol hivatalos nyelv                                | |
| 32. | Új-Skócia             | 2024            | Angol és Francia hivatalos nyelv                       | Kanada egyik tartománya. Kétnyelvű kanadai tartomány jelentős francia nyelvű kisebbség él a tartományban, mely széleskörűen használhatja anyanyelvét.                                                             |

## Lásd még
- Frankofón
- Frankofón irodalom